# Bernice Rubens
Bernice Rubens (* 26. Juli 1928 in Cardiff; † 13. Oktober 2004) war eine englischsprachige walisische Schriftstellerin.
Sie war das dritte Kind von Eli Rubens, einem Juden, der aus Litauen kam, und Dorothy Cohen, deren Familie aus Polen einwanderte.
Parallel zum Schuldienst arbeitete Bernice Rubens in der Filmindustrie, im Bereich des Dokumentarfilms. Im Alter von 30 Jahren begann sie zu schreiben. Es entstanden 24 Romane, ihr erster wurde 1964 veröffentlicht. Kurz vor ihrem Tod beendete sie ihre Autobiografie. Ihr 1962 veröffentlichtes zweites Buch wurde 1988 von John Schlesinger mit dem Titel Madame Sousatzka verfilmt. Auch ihr siebentes Buch, I Sent A Letter To My Love, aus dem Jahr 1975 dient als Vorlage eines Films. Mr Wakefield's Crusade (1985) wurde von der BBC in einer Miniserie verarbeitet.
Ihre Bücher sind autobiografisch gefärbt. So verarbeitete sie die Trennung von ihrem Ehemann nach mehr als zwanzig Jahren Ehe, der sie verließ und eine andere Frau geschwängert hatte, in dem Roman Go Tell The Lemming. Später wendete sie sich historischen Themen zu. 
Sie erhielt mehrere Auszeichnungen, darunter den Booker Prize für The Elected Member, ihren vierten Roman.
Sie war mit Rudi Nassbauer verheiratet und Mutter zweiter Töchter.

## Verfilmungen
- 1980: Liebe Unbekannte (Chère inconnue)
- 1988: Madame Sousatzka
- 1992: Mr. Wakefield's Crusade (Miniserie)